# Babele

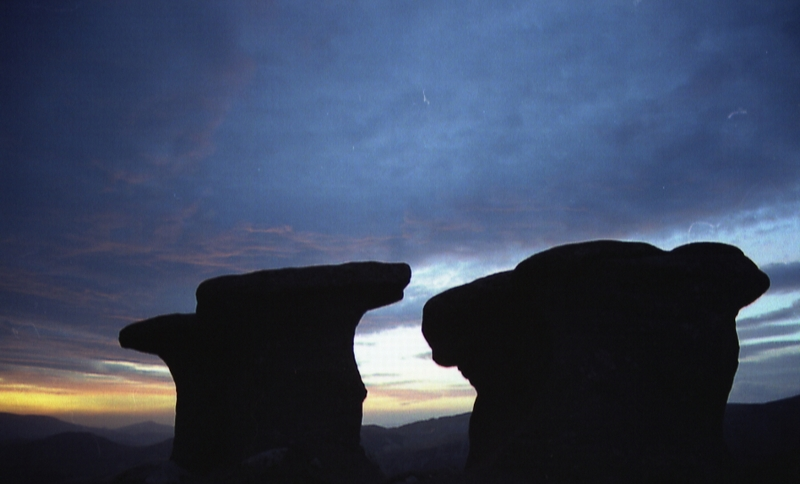
Babele

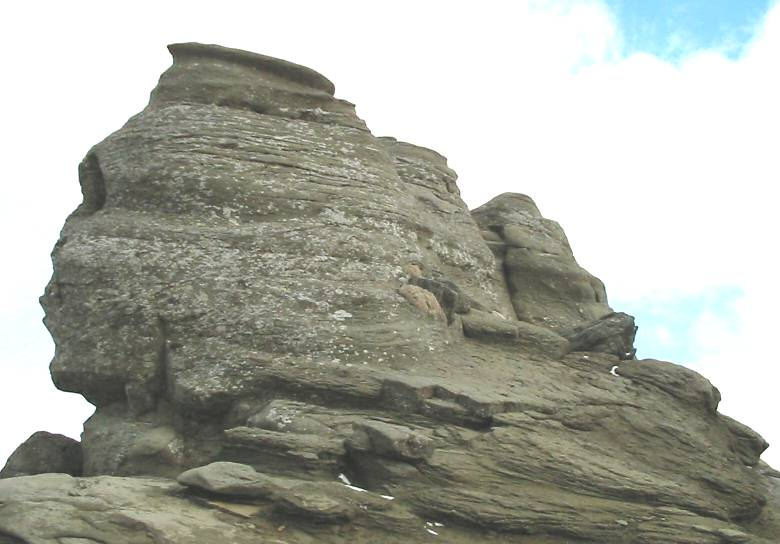
L'Esfinx

Babele (que significa en romanès les dones velles) és el nom que es dona a una zona de l'altiplà de les muntanyes Bucegi a Romania, dins dels Carpats del Sud.
Babele és una de les destinacions turístiques més populars del país. El nom prové d'algunes formacions rocoses en forma de bolet, fruit de l'erosió i de la duresa variable de les capes rocoses.
L'Esfinx de Bucegi és una altra formació rocosa de la mateixa zona, anomenada pel seu aspecte semblant a l'esfinx.
El xalet Babele és accessible amb telefèric des de Bușteni o per carretera. També s'hi pot accedir a peu, des de Bușteni per Valea Jepilor (vall de Juniper), o des de la cresta de les muntanyes Bucegi, des del desafiament de Piatra Arsă (La roca cremada).